# Estadi Jalisco
L'Estadi Jalisco és un estadi de futbol situat a la ciutat de Guadalajara a Mèxic.
Els propietaris del camp són els Clubes Unidos de Jalisco, A.C. La seva capacitat màxima és de 63.163 espectadors sent així el tercer estadi amb major aforament de Mèxic. Va ser inaugurat el 1960. Jaime de Obeso i Javier Vallejo foren els encarregats de dissenyar la construcció. La superfície és de gespa natural i les dimensions del terreny de joc són de 105 x 68 metres.
S'hi van disputar diversos partits preliminars dels Jocs Olímpics d'Estiu de 1968.